# Maria, Hilfe der Christen (Ralshoven)

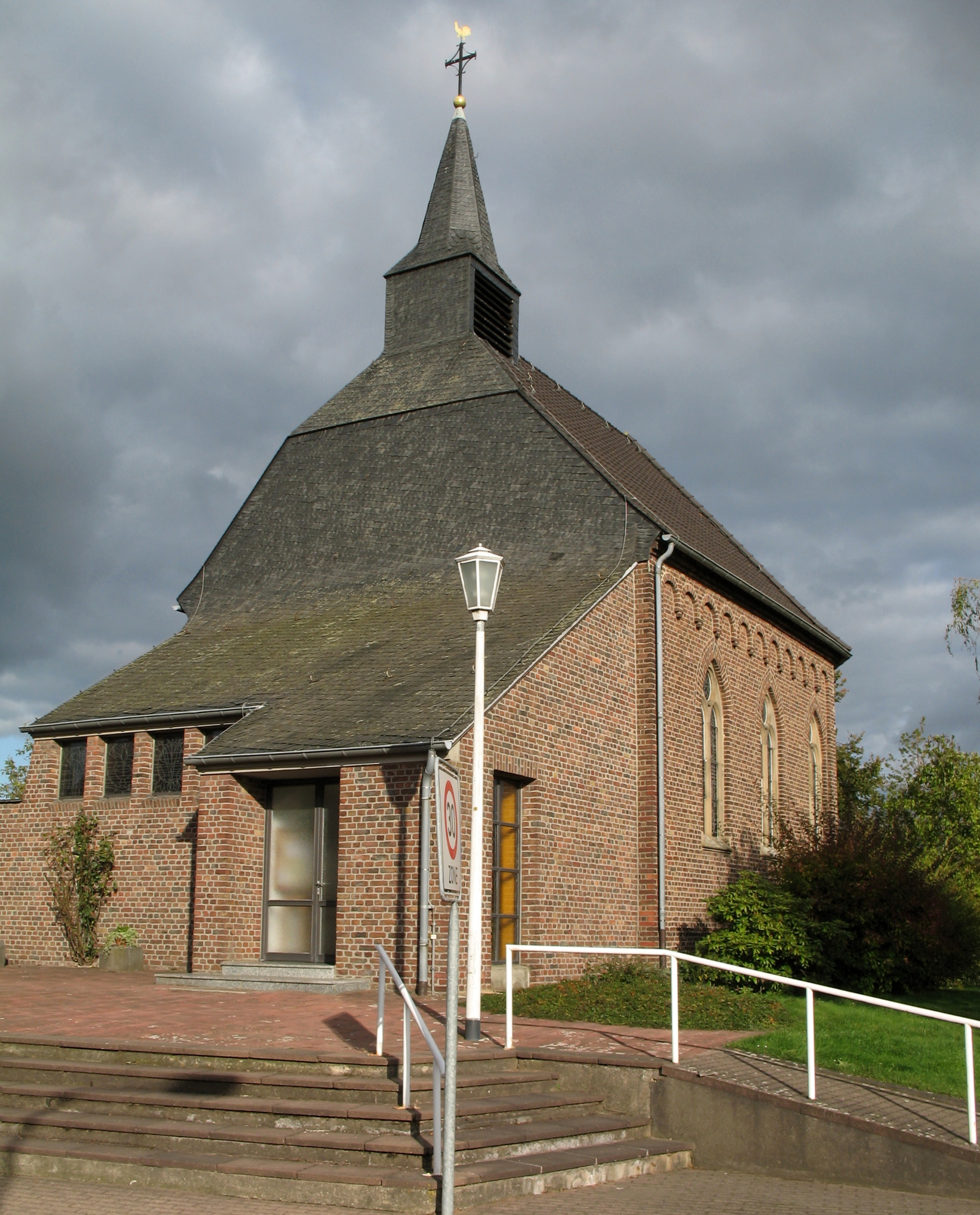
Maria-Hilf-Kirche in Ralshoven

Maria, Hilfe der Christen ist eine römisch-katholische Filial- und Wallfahrtskirche in Ralshoven, einem Ortsteil der Gemeinde Titz im Kreis Düren in Nordrhein-Westfalen. Die Kirche gehört zur Pfarre St. Peter Müntz und trägt das Patrozinium Maria, Hilfe der Christen.

## Geschichte
Ursprünglich gab es in Ralshoven nie ein eigenes Gotteshaus. Erst im Rahmen einer Volksmission wurde Anfang des 19. Jahrhunderts ein Kreuz in Ralshoven aufgestellt, an dem sich die Bewohner in der Folgezeit regelmäßig zum Gebet trafen. Daraus wuchs der Wunsch, eine eigene Kapelle zu erbauen. Zunächst errichteten die Dorfbewohner aus eigenen Mitteln 1822 einen kleinen Glockenturm, 1823 folgte die Erbauung einer kleinen Kapelle. Diese wurde vom damaligen Müntzer Pfarrer Degive benediziert.
Im Jahr 1851 schenkte ein Rentner aus Aachen ein Grundstück zum Bau einer neuen Kapelle in Ralshoven. Daraufhin wurde mit dem Bau der heutigen Kirche begonnen, 1852 war das neue Gotteshaus fertiggestellt.
Im Zweiten Weltkrieg wurde die Kirche in den Jahren 1944 und 1945 teilweise zerstört, lediglich die Außenmauern blieben erhalten. Der Wiederaufbau erfolgte von 1956 bis 1957 nach Plänen des Aachener Architekten Peter Salm.

## Baubeschreibung
Maria, Hilfe der Christen ist eine einschiffige Saalkirche aus Backstein mit Flachdecke und dreiseitigem Hohlfries. Im Osten ist der Bau dreiseitig geschlossen, im Westen schließt sich ein Vorbau mit abgewalmtem Dach an. Auf dem Westgiebel sitzt ein Dachreiter mit achtseitiger Haube.

## Ausstattung
Die Buntglasfenster sind Werke des Dürener Künstlers Herb Schiffer aus den Jahren 1985, 1988 und 1989.

## Wallfahrt
Jährlich im Mai findet die Marienoktav statt, die Pilger aus den umliegenden Orten anzieht. Mittelpunkt der Oktav ist das Gnadenbild Maria, Hilfe der Christen. Dieses ist eine Kopie des bekannten Gnadenbildes Mariahilf von Lucas Cranach dem Älteren.